# Alexandru Mațievschi
Alexandru Mațievschi sau Oleksandr Ihorovîci Mațievskîi (în ucraineană Олександр Ігорович Мацієвський n. 10 mai 1980, Chișinău, RSS Moldovenească, URSS – d. 30 decembrie 2022, Soledar, Donețk, Ucraina) a fost un membru al Forțelor Terestre ucrainene și de facto executat de soldații ruși în timpul bătăliei de la Bahmut în cadrul invaziei ruse a Ucrainei. Videoclipul execuției a circulat online în jurul datei de 6 martie 2023, arătând un soldat fără arme, fumând o țigară, spunând „Slava Ukraini” și apoi fiind împușcat cu arme automate din mai multe părți. Brigada 30 Mecanizată l-a numit inițial pe Tymofii Shadura drept victimă și un videoclip al împușcăturii a fost distribuit pe rețelele sociale. Rapoartele ulterioare l-au sugerat pe Mațievschi ca o identificare alternativă credibilă, care a fost ulterior confirmată de guvernul ucrainean.